# Glaphyristis
Glaphyristis là một chi bướm đêm thuộc họ Cosmopterigidae.